# Back to the Future: The Ride
Pour les articles homonymes, voir Retour vers le futur (homonymie).
Pour plus de détails, voir Fiche technique et Distribution.
Back to the Future: The Ride est un ancien cinéma dynamique présent dans les parcs à thème Universal Studios. L'attraction est basée sur la trilogie Retour vers le futur et elle constitue une mini-suite au troisième film. L'attraction était autrefois présente dans les parcs Universal Studios Florida et Universal Studios Hollywood où elle a été remplacée par The Simpsons Ride et à Universal Studios Japan où elle a été remplacée par Despicable Me: Minion Mayhem.

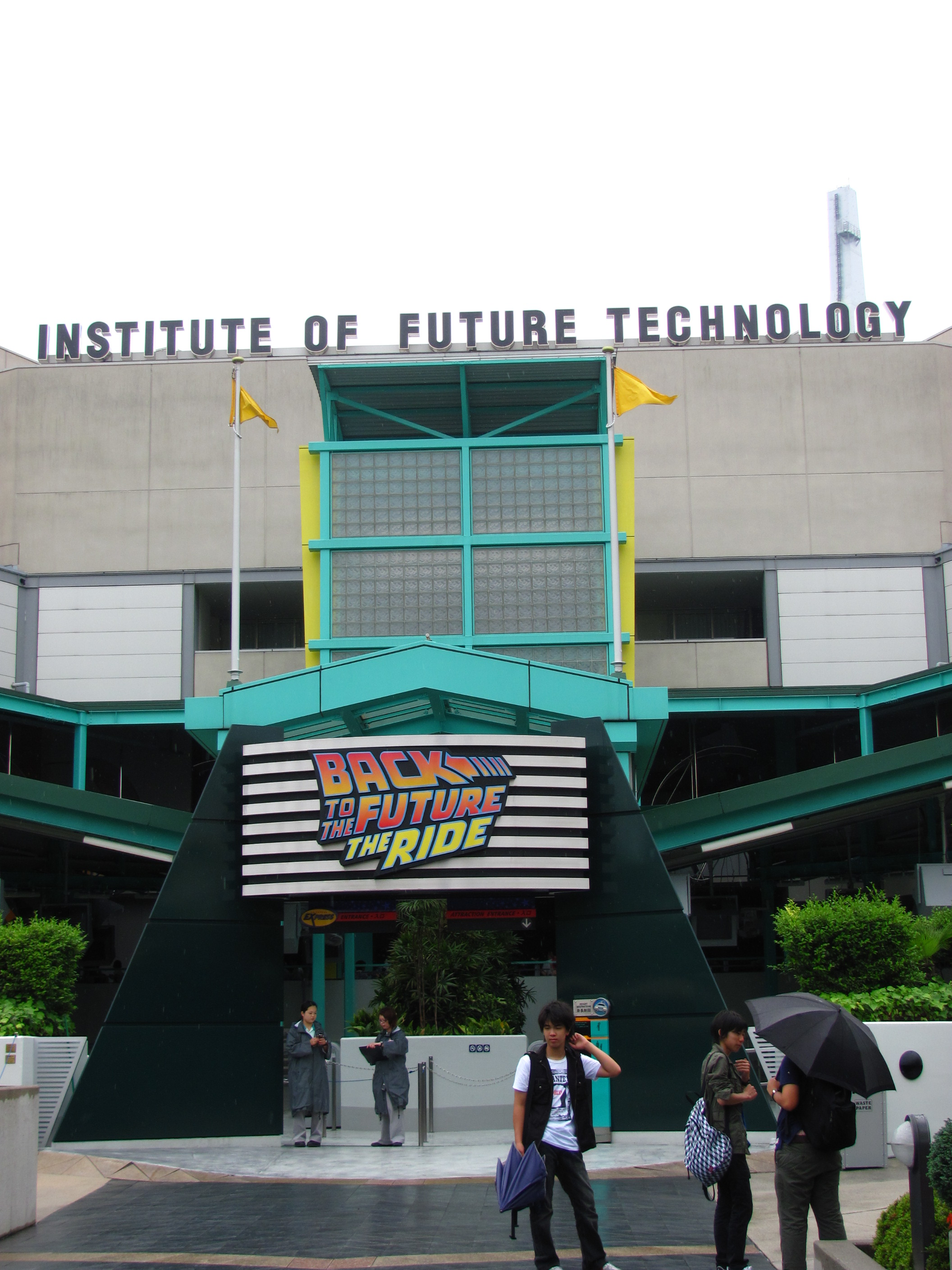
Universal Studios Japan

Le scénario du film est basé sur une aventure à travers le temps à la première personne à la poursuite de Biff Tannen. Steven Spielberg, producteur délégué des films sert de consultant créatif pour celui-ci. C'est le seul projet de la franchise Retour vers le futur à présenter le personnage de Christopher Lloyd, Dr Emmett L. Brown, en protagoniste principal.

## Production

### Film

#### Distribution
- Christopher Lloyd : Dr Emmett L. Brown
- Thomas F. Wilson : Biff Tannen
- Darlene Vogel : Heather
- Douglas Trumbull et David de Vos : scientifiques du IFT
- Michael Klastorin : responsable de la sécurité du IFT

#### Équipe
- Réalisation : Douglas Trumbull et David de Vos
- Scénario : Peyton Reed, Bob Gale, John Groves et Peter N. Alexander, d'après les personnages et les histoires de Robert Zemeckis
- Musique : Alan Silvestri
- Producteur : Craig Barr, Phil Hettema, Terry Winnick et Sherry McKenna
  - Producteur délégué : Peter N. Alexander, Whitmore B. Kelley, Jay Stein et Barry Upson
- Consultant créatif : Steven Spielberg
- Production : Universal Creative et Berkshire Ridefilm
- Distribution : Universal Studios